# Strada statale 98 (Polonia)
La strada statale 98 (sigla DK 98, in polacco droga krajowa 98) è una strada statale polacca che attraversa il Paese da Bielany Wrocławskie a Breslavia.